# Finance
Finance so gospodarska dejavnost, ki se ukvarja z denarnimi zadevami. 
Finance lahko razdelimo v tri podkategorije: javne finance, poslovne finance in osebne finance.